# Perduts en l'espai
|  | Per a altres significats, vegeu «Lost in Space». |

Perduts en l'espai (títol original: Lost in Space) és una pel·lícula estatunidenca de ciència-ficció i aventures dirigida per Stephen Hopkins i estrenada el 1998. Es tracta d'una adaptació de la sèrie de televisió de 1965 amb el mateix nom. Ha estat doblada al català.

## Argument
L'any 2058, la fi de la Humanitat és a prop, per falta de recursos. La família Robinson és enviada a l'espai, a la nau Jupiter 2, per procedir a la construcció d'un anell orbital a prop del planeta Alpha Prima amb la finalitat de colonitzar-lo. Però el Dr. Smith, membre d'un grup insurreccional anomenat « la Sedició » que vol fer fracassar el projecte, ha aconseguit penetrar a la nau abans de la seva sortida i sabotejar el robot responsable de la seguretat de la família. Aquest sabotatge porta la nau a apartar-se de la seva trajectòria i aquesta es perd en un espai i un temps desconeguts, en un salt no controlat a l'Hiperespai havent propulsat Jupiter 2 al futur.
La intel·ligència i l'enginy del més jove de la família li permetran construir una màquina per viatjar en el temps que restablirà en part la situació inicialment desitjada.

## Repartiment
- William Hurt: El professor John Robinson
- Mimi Rogers: Dr. Maureen Robinson
- Matt LeBlanc: Major Don West
- Gary Oldman: Dr. Zachary Smith
- Jack Johnson: Will Robinson
- Heather Graham: Dr. Judy Robinson
- Lacey Chabert: Penny Robinson
- Jared Harris: Will Robinson adult
- Edward Fox: Home de negocis
- Mark Goddard: General
- Lennie James: Jeb Walker
- Marta Kristen: Periodista #1
- June Lockhart: Principal Cartwright
- Angela Cartwright: Periodista #2
- John Sharian: Noah Freeman
- Abigail Canton: Annie Tech

## Al voltant de la pel·lícula
- El film Perduts en l'espai és una adaptació de la sèrie de televisió americana del mateix nom produïda de 1965 a 1968 (83 episodis en 3 temporades, Lost in Space en anglès). Aquesta sèrie dels anys 1960 és-mateix una declinació d'un film de ciència-ficció d'anomenada: Planeta prohibit.
- Els actors Mark Goddard (el general), June Lockhart (principal Cartwright), Angela Cartwright i Marta Kristen (els dos periodistes) no són altres que els actors de la sèrie de 1965, que van interpretar a l'època els papers del Major Don West (Mark Goddard), Maureen Robinson (June Lockhart), Penny Robinson (Angela Cartwright) i finalment Judy Robinson (Marta Kristen). Els actors Jonathan Harris (el metge) i Bill Mumy (Will Robinson) no han participat en el film, igual que Guy Williams, mort 9 anys abans.[3]

## Premis i nominacions
- Nominació als premis al millor vestuari (Vi Burnham, Robert Bell i Gilly Hebden), millors maquillatges (Peter Robb-King), millor jove esperança masculina (Jack Johnson), millor film de ciència-ficció, millors efectes especials (Angus Bickerton) i millor segon paper masculí (Gary Oldman) en l'Acadèmia de Cinema de Ciència-ficció, Fantasia i Terror 1999.
- Nominació al premi del més dolent remake en els Razzie Awards 1999.